# Henri Fournier
Pour les articles homonymes, voir Henri Fournier (homonymie) et Fournier.
Henri Fournier (Rochecorbon, près de Tours, 19 novembre 1800 – Tours, 6 mars 1888), est un imprimeur français, auteur du Traité de la typographie, en 1825, considéré pendant très longtemps comme un des meilleurs ouvrages techniques sur la typographie, « un ouvrage à caractère impérissable », « le manuel français majeur du XIXe siècle »,  ou « … pour la plus grande partie du XIXe siècle ».

## Vie et activités professionnelles
Fils de Jean-Philippe Fournier, riche propriétaire de vignobles, conseiller général d'Indre-et-Loire et receveur des impôts, et de Amable Victoire Françoise Adrien-Lainé, il fait ses études au lycée de Tours, puis au collège Henri IV, à Paris.
Il est élève prote dans l’imprimerie de Firmin Didot de 1818 à 1824. Il lui dédicacera son Traité.
Il acquiert un brevet d’imprimeur en 1824. Il fallait alors un édit royal pour obtenir ce brevet et le père d’Henri Fournier recommandera son fils auprès du ministre. Il commence son activité d’imprimeur 9, rue de Cléry, à Paris, puis au 12, et peu après au 14, rue de Seine.
Il édite ou réédite, et imprime, entre autres, Voltaire (l’édition connue sous le nom de Voltaire microscopique), J.-J. Rousseau, Lamartine, Walter Scott, Mérimée, P.-L. Courier, Stendhal, qui vantera la haute qualité de son travail , et se spécialisera dans les ouvrages illustrés par Grandville. Il sera l'imprimeur de la Revue des deux Mondes, de la Revue de Paris, etc.
Il s’associe avec Charles Gosselin en 1836, puis en juin 1846, revend son imprimerie à Jules Claye qui la cédera, en 1876, à Albert Quantin. Revenu en Touraine, il prend, de 1846 jusqu’à 1869, la direction de l’imprimerie Alfred Mame et fils, alors la plus importante de France, voire d’Europe ou du monde.
Il a épousé Louise Eugénie Anfrye, le 7 février 1833, à Paris. Eugénie Anfrye était la cousine de Jacques-Édouard Gatteaux, l’ami fidèle d’Ingres, et son témoin de mariage.

## LeTraité de la typographied’Henri Fournier
Le Traité de la typographie de 1825 est vendu par la librairie A. Sautelet et Cie, place de la Bourse et par l'auteur-imprimeur lui-même, à son adresse du 14, rue de Seine, à Paris.
Le texte commence par une introduction sur l'histoire de l'imprimerie, puis couvre composition, travail d'impression, et magasins et administration générale, avec une courte annexe de termes typographiques. Rédigé dans un français impeccable, il présente les éléments techniques « de manière simple et ingénieuse ».
L’ouvrage eut deux autres éditions du vivant de H. Fournier :
- 1854, chez Mame à Tours, pour le libraire Delarue, sous deux formats, in-8 puis in-18, format plus commode à l’usage pour les typographes. Cette deuxième édition traite en plus du stéréotypage et des presses mécaniques.
- 1870, chez Mame, pour le libraire Garnier frères. Avec importante table analytique et vocabulaire.

Une édition « pirate » (due à P.-J. De Mat, imprimeur-libraire à Bruxelles), apparut dès 1826, traduisant le succès considérable de l’ouvrage.
Une traduction anglaise de l'introduction a été publiée en 1866.
Deux éditions posthumes ont été également réalisées, par Arthur Viot (26 janvier 1835, Tours – 11 juillet 1926, Tours), son gendre, qui avait repris en 1869 la direction de l’Imprimerie Mame :
- 1904, imprimée par Deslis frères à Tours, pour Garnier Frères,
- 1925, Mame et Cie, pour Garnier Frères.

Pour ces deux dernières éditions, des corrections et compléments ont été apportés par Arthur Viot, qui est parfois référencé comme coauteur.

## Distinctions
Le Traité de la typographie valut à Henri Fournier une médaille d’argent lors de l'Exposition universelle de 1855. Il reçut à cette même occasion la croix de chevalier de la Légion d'honneur.
Henri Fournier ne doit pas être confondu avec Pierre-Simon Fournier, dit Fournier le Jeune, graveur et fondeur de caractères, également auteur d’un manuel de typographie (1764). 

## Sources et bibliographie
- Archives de la famille Viot.
- Giles Barber,  French Letterpress Printing: A list of French printing manuals and others texts in French bearing on the technique of letterpress printing, 1567-1900, Oxford, Oxford Bibliographical Society, Occasional publication no 5, 1969, ix + 39 p. ; p. 17 : “The major French manual for much of the 19th century”.
- E. C. Bigmore et C. W. H. Wyman, A Bibliography of Printing: With notes and illustrations, Londres, Bernard Quaritch, vol. I, 1880 ; p. 227 : “The major French typographic manual for most of the nineteenth century, it was so popular that it went on being reprinted right up to 1925. Fournier was an expert printer”.
- J. Cusset, Traité de la typographie, par H. Fournier, rapport, Paris, [Société fraternelle des Protes de Paris], 1873.
- Georges Dangon, « Le Traité de la typographie d’Henri Fournier. Un manuel classique. Un ouvrage impérissable », La France graphique, no 47, novembre 1958.
- Nicole Felkay, « Stendhal et l’imprimeur Henri Fournier », Stendhal Club, no 90, 15 janvier 1981.
- Nicole Felkay, « Balzac et l'imprimeur Henri Fournier », L'Année balzacienne,‎ 1er janvier 1984.
- Nicole Felkay, « Du côté de l’imprimerie : Barbier, Éverat et Fournier », dans Balzac et ses éditeurs, 1822-1837: Essai sur la librairie romantique, Paris, Éditions du Cercle de la Librairie, 1987 (lire en ligne).
- Henri Fournier, Traité de la typographie, 1re édition, Paris, Imprimerie de H. Fournier, 1825, in-8°, xlii + 323 p.
- —, Traité de la typographie, Bruxelles, P.-J. de Mat, 1826, 306 p. (ou 367).
- —, Traité de la typographie, 2e édition, Tours, Alfred Mame et Fils, 1854, xii + 408 p.
- —, Traité de la typographie, 3e édition. Tours, Alfred Mame, 1870, in-8°, 492 p.
- —, Traité de La typographie. Nouvelle édition entièrement revue et augmentée par Arthur Viot, Librairie Garnier Frères, Paris, 1925, in-8°, souple, 515 p.
- —, Fac-similé de la 4e édition : Henri Fournier, Traité de la typographie, tome I : Composition, tome II : L'Impression, avant-propos de Jean-Louis Paul, Cœuvres-&-Valsery, Ressouvenances, 1997, 275 p.
- Henri Fournier et Arthur Viot, Traité de la typographie. 4e éd. revue et augmentée par Arthur Viot, Paris, Garnier-Frères, 1904.
- Charles E. Keymer (trad.), The Introduction to Fournier's Treatise on Typography, Gloucester, J. Bellows, Steam Press, 1866, 17 p. (traduction de l’« Introduction » traitant de l’histoire de l’imprimerie, de la deuxième édition corrigée et augmentée du Traité de la typographie).
- Albert Quantin, « M. Henri Fournier (1800-1888) », Le Livre,‎ 1888 (lire en ligne).
- E. Thunot, Rapport sur le Traité de la typographie d'Henri Fournier, Association des imprimeurs de Paris, Paris, 1854, 8 p.